# رخويات بحرية

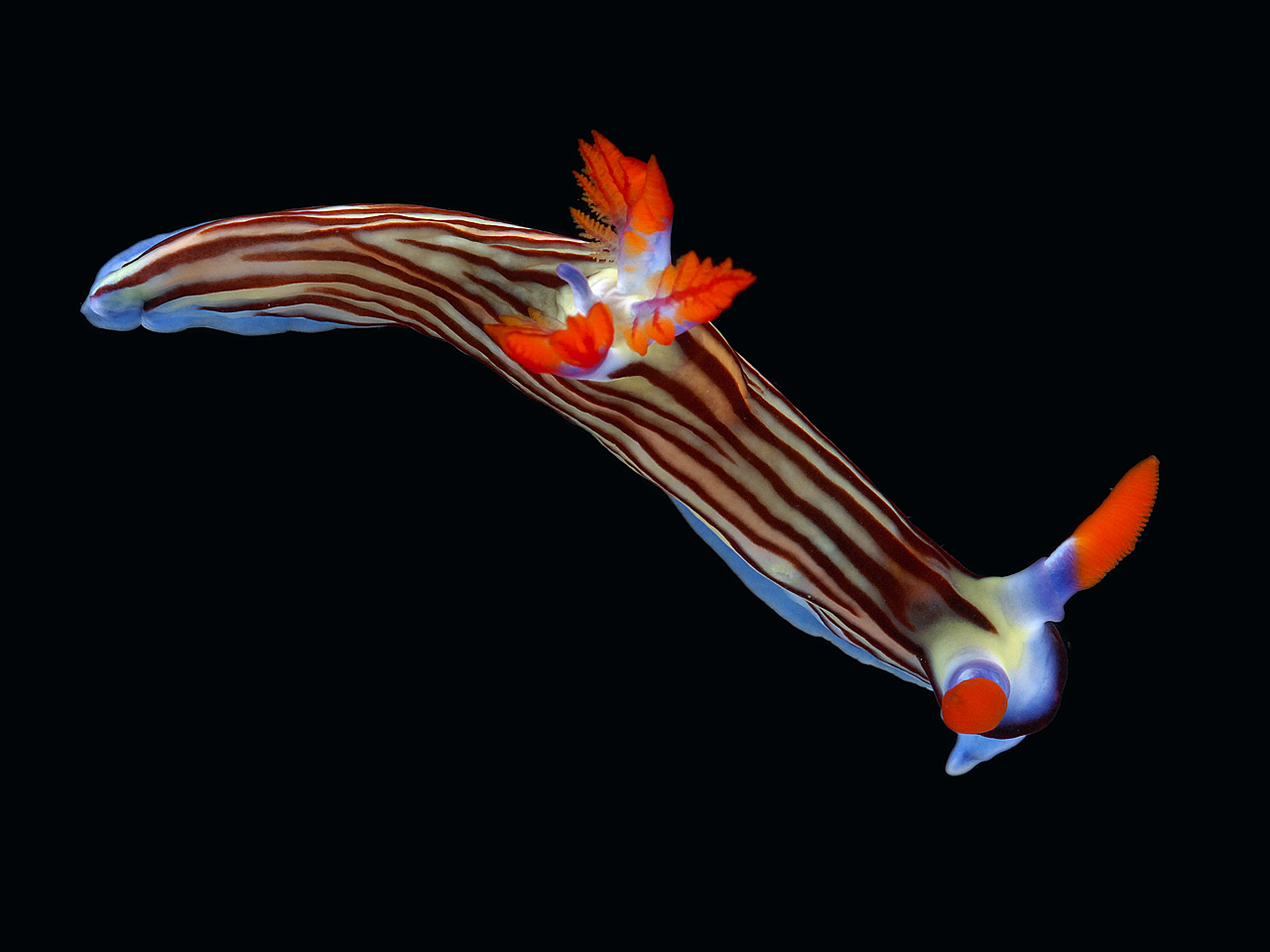
عاريات الخيشوم عبارة عن بطنيات القدم

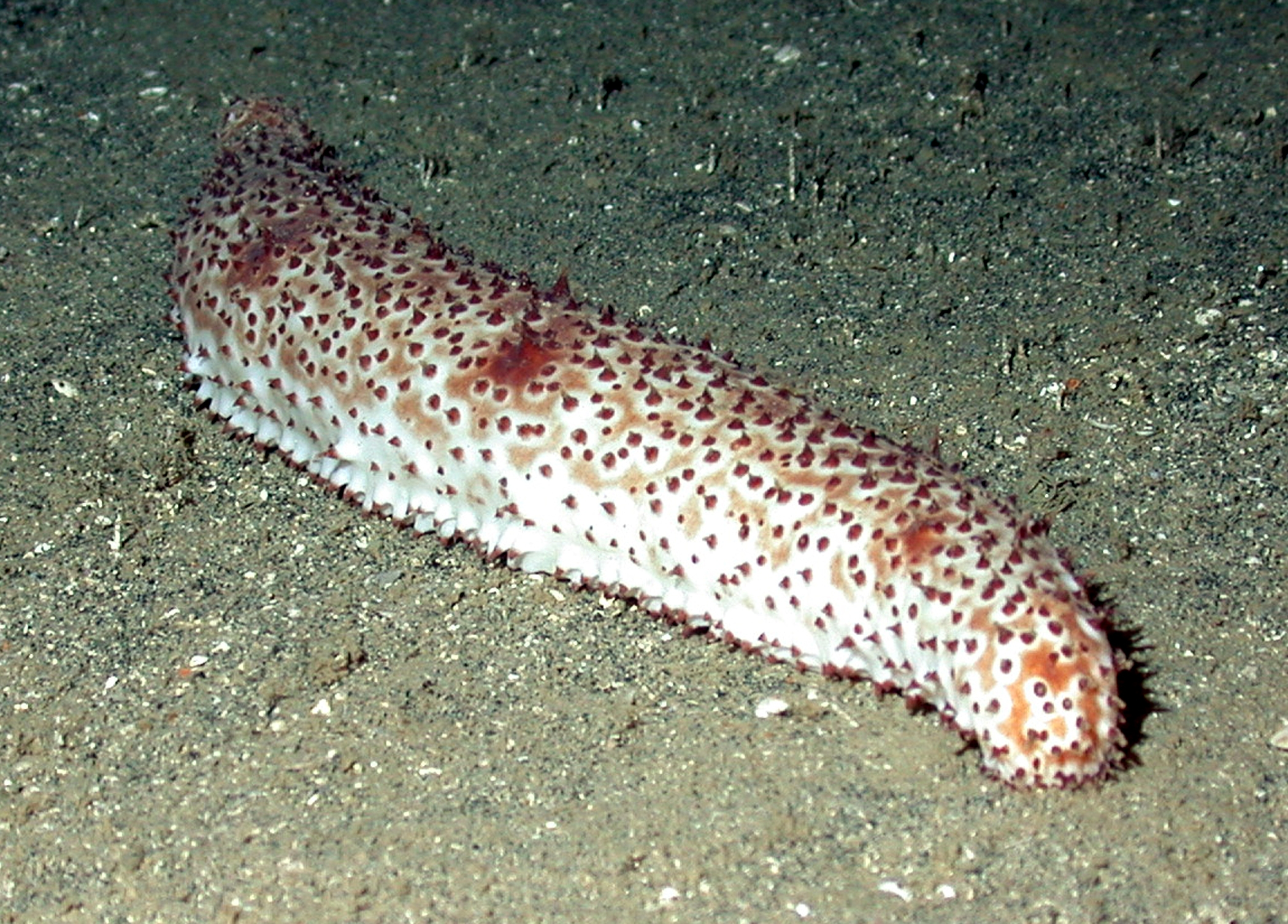
يبدو خيار البحر أيضًا مثل الرخويات ويطلق عليه أحيانًا اسم "رخويات بحرية"

الرخويات البحرية اسم شائع لبعض اللافقاريات البحرية بمستويات متفاوتة من التشابه مع الرخويات الأرضية. إن معظم المخلوقات المعروفة باسم الرخويات البحرية هي بطنيات القدم، أي أنها حلزون بحري فقدت أصدافها تمامًا على مر الزمن التطوري، أو فقدت أصدافها على ما يبدو بسبب وجود قوقعة داخلية متقلصة بشكل كبير. غالبًا ما يتم استخدام اسم "سبيكة البحر" على الرخويات، بالإضافة إلى مجموعة من بطنيات الأقدام البحرية الأخرى بدون أصداف واضحة.
الرخويات البحرية لها تنوع هائل في شكل الجسم واللون والحجم. معظمها شبه شفافة. تشير الألوان الزاهية غالبًا للأنواع التي تعيش في الشعاب المرجانية إلى أن هذه الحيوانات تتعرض لتهديد مستمر من الحيوانات المفترسة، ولكن اللون يمكن أن يكون بمثابة تحذير للحيوانات الأخرى من الخلايا اللاذعة السامة للحيوانات الأخرى. مثل جميع بطنيات الأقدام، لديهم أسنان صغيرة حادة تسمى مبرد. تحتوي معظم رخويات البحر على زوج من مخالب حسية تستخدم بشكل أساسي لحاسة الشم على رأسها، مع عين صغيرة في قاعدة على الأنف. يمتلك العديد منها هياكل ريشية (سيراتا) على الظهر، غالبًا بلون متباين تعمل كخياشيم. جميع أنواع الرخويات البحرية لديها فريسة حيوان يعتمدون عليه في الغذاء، بما في ذلك بعض قنديل البحر، حيوانات حزازية، شقائق البحر، بالإضافة إلى أنواع أخرى من الرخويات البحرية.

## بطينات الأقدام البحرية بدون قشرة

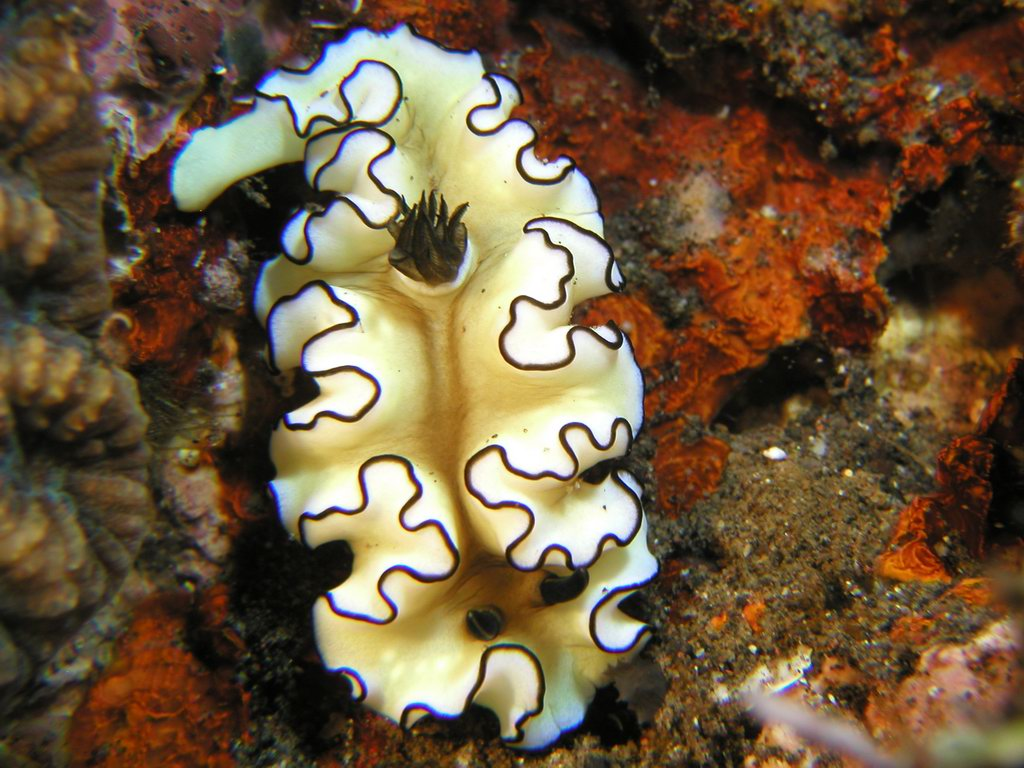
أحد أنواع الرخويات البحرية

غالبًا ما يتم استخدام اسم "رخويات بحرية" على العديد من السلالات التطورية المختلفة من الرخويات البحرية بطنيات الأرجل أو القواقع البحرية، وتحديدًا تلك بطنيات الأقدام التي إما ليست من الصنوبريات (تحمل الصدفة) أو لا تبدو كذلك. من الناحية التطورية، فإن فقدان القشرة تمامًا، أو وجود قشرة داخلية صغيرة، أو وجود قشرة صغيرة جدًا بحيث لا تستطيع الأجزاء الرخوة من الحيوان التراجع إليها، كلها ميزات تطورت عدة مرات بشكل مستقل على الأرض و في البحر؛ غالبًا ما تتسبب هذه الميزات في تسمية بطني القدم بالاسم الشائع "رخويات".
الرخويات البحرية هي مجموعة كبيرة من بطنيات الأقدام البحرية التي ليس لها قوقعة على الإطلاق. قد تكون هذه هي أكثر أنواع الرخويات البحرية شيوعًا. على الرغم من أن معظم الرخويات البحرية ليست كبيرة، إلا أنها غالبًا ما تكون جذابة للغاية لأن العديد من الأنواع لها ألوان رائعة.

### مجموعات بطني الأقدم

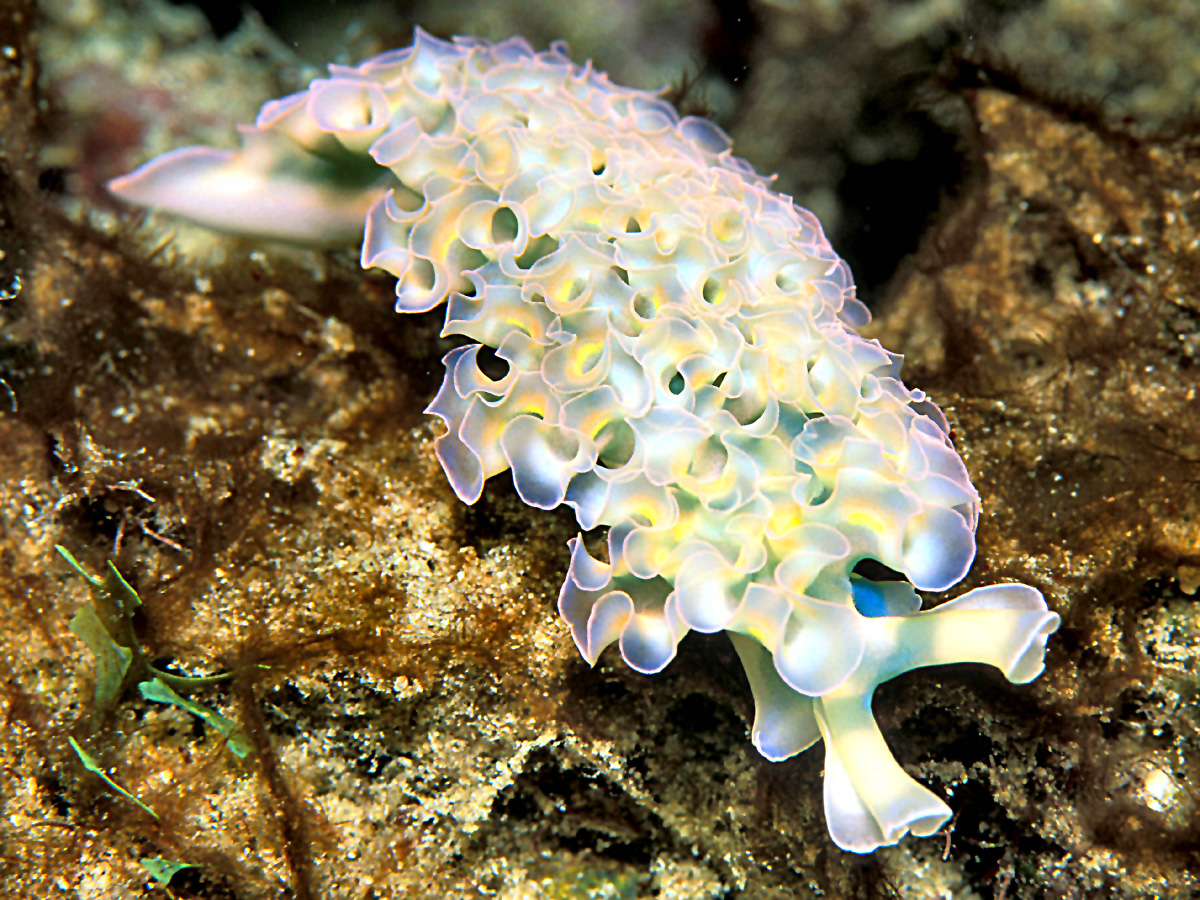
خس البحر وهو أحد أنواع الرخويات البحرية

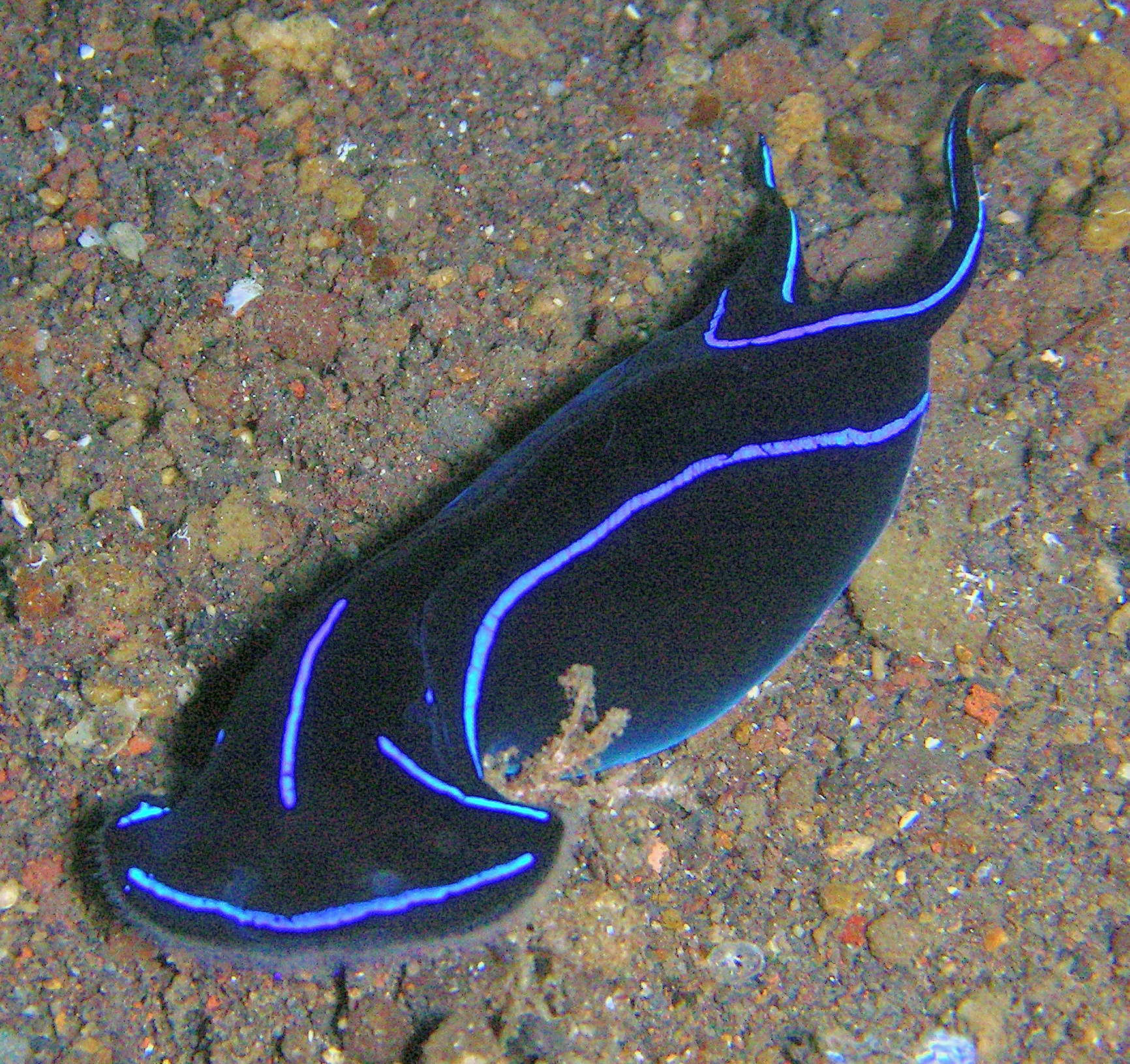
رخويات الدرع الواقي

ضمن المجموعات المختلفة من بطنيات الأقدام التي تسمى "الرخويات البحرية"، توجد العديد من العائلات ضمن مجموعة التصنيف غير الرسمية للخياشيم،غالبًا ما يتم استخدام اسم "الرخويات البحرية" أيضًا على (زقية اللسان). مجموعة أخرى من بطنيات الأقدام الرئيسية التي غالبًا ما تسمى "الرخويات البحرية" هي العائلات المختلفة من الرخويات ذات الحاجب الرأسي والقواقع الفقاعية ذات الرأس العلوي.
فراشة البحر وملائكة البحر عبارة عن بطنيات سطح صغيرة، حيث أن العديد من أنواع فراشات البحر تحتفظ بقذائفها. وهي معروفة باسم "pteropods" ولكنها تسمى أحيانًا رخويات البحر ؛ خاصة ملائكة البحر، التي ليس لها قشرة مثل البالغين. هناك أيضًا مجموعة واحدة من "الرخويات البحرية" ضمن المجموعة غير الرسمية للرئويات حيث هناك مجموعة واحدة غير معتادة من بطنيات الأقدام البحرية التي لا تحتوي على قشرة هي الأنواع الرئوية (التي تتنفس الهواء) في عائلة بليحيات، داخل الرخويات البدائية.

## التنوع في الرخويات البحرية
مثل العديد من الرخويات البحرية، يمكن لـ تنين البحر الأزرق تخزين واستخدام الخلايا اللاذعة، أو خلية لاسعة، من فريستها التي تشبه الأصابع. تستخدم هذه الرخويات مثلها مثل زقية اللسان الأخرى، بلاستيدة خضراء وهي عملية تمتص فيها الرخويات البلاستيدات الخضراء من الطحالب التي تأكلها، وتستخدم الخلايا "المسروقة" في التمثيل الضوئي للسكريات.